# Конституция Греции 1822 года
Конституция Греции 1822 года (греч. Ελληνικό Σύνταγμα του 1822), также известная как Эпидаврский органический статут 1822 — нормативный акт, принятый 1 января 1822 года Первым национальным собранием Греции; первая в истории современной Греции конституция. Формально носила название, переводящееся с греческого как Временное Правление Греции или Временное Правительство Греции (греч. Προσωρινό Πολίτευμα της Ελλάδος). Подобная конституция представляла собой попытку сформировать военные и правительственные органы ещё до признания независимости Греции.

## История
Конституция была принята 1 (13) января 1822 года, во время Греческой революции, в местечке Пиаду близ Эпидавра Национальным собранием. Она заменила собой многие декларации, подготовленные местными революционными комитетами (например, Собрание Западной Континентальной Греции, Ареопаг Восточной Континентальной Греции и Сенат Пелопоннеса) и сформированные в год начала Греческой революции.
Главой Национального собрания был избран Александр Маврокордатос. Был назначен комитет из 12 человек, которые должны были разработать проект Конституции: среди них были выходцы с полуострова Пелопоннес, Центральной Греции и островов Идра, Спеце, Псара и Касос. Важную роль в составлении сыграл сардинский революционер Винченцо Галлина, обладавший ценными юридическими познаниями.

## Содержание
Конституция начиналась с провозглашения суверенитета и независимости Греции, датируемого 1 января 1822 года:

Во имя Святой и Неделимой Троицы,
Греческий народ, находящийся под владычеством ужасной Османской династии, неспособный вынести самое тяжелое и беспрецедентное иго тирании и избавившийся от него ценой великой жертвы, сегодня объявляет через своих законных представителей в Национальном собрании перед Богом и очевидцами о «политике своего суверенитета и независимости».
Оригинальный текст (греч.)Ἐν ὀνόματι τῆς Ἁγίας καὶ Ἀδιαιρέτου Τριάδος,

Το Ελληνικόν Έθνος, το υπό την φρικώδη Οθωμανικήν δυναστείαν, μη δυνάμενον να φέρη τον βαρύτατον και απαραδειγμάτιστον ζυγόν της τυραννίας, και αποσείσαν αυτόν με μεγάλας θυσίας, κηρύττει σήμερον διά των νομίμων Παραστατών του, εις Εθνικήν συνηγμένων Συνέλευσιν, ενώπιον Θεού και ανθρώπων την “Πολιτικήν αυτού ύπαρξιν και Ανεξαρτησίαν”.

Заявление о ведении войны против Османской империи объяснялось нормами на основе естественного права.
Конституция содержала 110 пунктов, разделённых на несколько частей. Кратко перечислялись права личности, подчёркивался принцип равенства и верховенство равенства над свободой. По мнению Никоса Аливисатоса, в этом проекте конституции дискурс эгалитаризма Руссо одержал победу над дискурсом либерализма и свободы Вольтера. В части I декларировались права греков и подчёркивалась роль Элладской православной церкви в формировании государства. В части II перечислялись основные положения об административном устройстве страны. В части III перечислялись обязанности законодательных органов власти, в части IV — исполнительных органов власти.
Конституцией утверждалась формально республиканская форма правления с разделением власти на три ветви (законодательная, исполнительная, судебная). Временное греческое правительство располагалось в Коринфе. Исполнительная власть включала 5 человек, которые отвечали за утверждение актов Законодательного корпуса, назначение министров и верховное командование вооружёнными силами. Законодательный орган по сути представлял собой два органа (совещательный и исполнительный), чьи задачи чётко не конкретизировались.
Конституцией гарантировалась защита частной собственности, личной безопасности граждан, равное право всех на занятие государственных должностей. Провозглашалась свобода вероисповедания.

## Оценка
Конституция 1822 года послужила отличным компромиссом между военными руководителями революции и землевладельцами, составлявшими большинство в Первом национальном собрании. Учреждение органов исполнительной и законодательной власти демонстрировало стремление военных и землевладельцев поддерживать политический баланс. Реализации конституции помешали боевые действия и возникавшие по ходу революции разные нужды и потребности. Её преемником стала в 1823 году новая Конституция, известная также как Законы Эпидавра.
В тексте Конституции 1822 года сознательно избегались какие-либо отсылки к принципам либеральной демократии, которые присутствовали, в частности, во французских конституциях 1793 и 1795 годов, а также в Конституции США 1787 года. Также в Конституции не упоминалось общество Филики Этерия.
Причиной отказа от конкретных упоминаний было желание не навредить никоим образом Священному союзу, который в апреле 1821 года в Лаубахе осудил восстание греков против турецкого султана. Тем не менее, вскоре прокатились слухи о том, что в написании конституции участвовали итальянские революционеры.